# Ascension (The X-Files)
«Ascension» es el sexto episodio de la segunda temporada de la serie de televisión estadounidense de ciencia ficción The X-Files. Se estrenó en la cadena Fox el 21 de octubre de 1994. Fue escrito por Paul Brown, dirigido por Michael Lange y contó con la participación de Steve Railsback, Nicholas Lea, Steven Williams y Sheila Larken. El episodio ayudó a explorar la mitología general de la serie.
El programa se centra en los agentes especiales del FBI Fox Mulder (David Duchovny) y Dana Scully (Gillian Anderson) que trabajan en casos relacionados con lo paranormal, llamados expedientes X. Sin embargo, los eventos de «Ascension» son una continuación de la trama del episodio anterior, «Duane Barry». Tras el secuestro de Scully por Duane Barry, un desquiciado abducido múltiple (Steve Railsback), Mulder se apresura a localizarla.
La decisión de abducir al personaje de Scully se debió a la necesidad, ya que Anderson se había quedado embarazada y requería un descanso de la producción. «Ascension» obtuvo una calificación Nielsen de 9,6, fue visto por 9,2 millones de hogares en su transmisión inicial y recibió opiniones positivas de los críticos.

## Argumento
Al escuchar el mensaje de voz que muestra el secuestro de Dana Scully (Gillian Anderson) por parte de Duane Barry, Fox Mulder (David Duchovny) se dirige a su apartamento y examina la escena del crimen. Se encuentra con la madre de Scully, Margaret, quien afirma haber tenido un sueño en el que se la llevaban. A la mañana siguiente, el subdirector Walter Skinner (Mitch Pileggi) le dice a Mulder que está «demasiado cerca» del caso para estar involucrado y le ordena a Alex Krycek (Nicholas Lea) que lo acompañe a casa. Mientras tanto, Barry acelera por Blue Ridge Parkway cuando es detenido por un oficial de la patrulla de caminos. Cuando Scully, encerrada en el maletero, intenta llamar la atención del oficial, Barry lo mata. Mulder revisa un video de la parada de tráfico y ve que Scully todavía está viva.
Mulder se da cuenta de que Barry se dirige a una estación de esquí en Skyland Mountain, el lugar de la abducción original de Barry; él está tratando de seguir adelante con su plan original de hacer que los extraterrestres abduzcan a alguien allí en su lugar. Krycek informa al fumador (William B. Davis) de estos hallazgos antes de partir con Mulder. Cuando llegan, Mulder aborda el teleférico del complejo con la esperanza de llegar a su punto máximo antes que Barry. Sin embargo, Krycek intenta retrasar a Mulder saboteando el viaje ascendente del tranvía. Mulder logra completar el viaje y es testigo de una luz extraña en el área. Al encontrar el auto de Barry, Mulder no ve ningún rastro de Scully excepto su collar. Luego se encuentra con un alegre Barry, quien afirma que «ellos» la tomaron. Dentro de un lugar indeterminado, Scully es sometida a experimentos extraños.
Cuando Mulder interroga a Barry, se enfurece tanto que casi lo estrangula, solo para detenerse. Cuando sale de la habitación, le ordena a Krycek que no deje entrar a nadie; sin embargo, encuentra a Krycek hablando con Barry cuando regresa. Cuando Skinner llega momentos después, Barry sufre convulsiones y muere. Más tarde, en la Academia del FBI en Quantico, Mulder intenta interrogar al médico que realizó la autopsia de Barry; ella se niega a proporcionar detalles ya que fue realizado por el ejército en lugar del FBI, alegando que no había otros médicos disponibles.
Krycek se encuentra con el fumador y sugiere que maten a Mulder. Sin embargo, el fumador ordena que se deje vivo a Mulder, a menos que quieran arriesgarse a «convertir la religión de un hombre en una cruzada». A Mulder y Krycek se les ordena que se sometan a una prueba de polígrafo sobre la muerte de Barry. Mulder, desesperado, intenta visitar al senador Matheson, un mecenas de su trabajo, pero su informante secreto X (Steven Williams) lo disuade de hacerlo. En el auto de Krycek, Mulder encuentra cigarrillos gastados de la reunión del fumador con Krycek. Al darse cuenta de su papel en la abducción de Scully, Mulder envía un informe a Skinner acusando a Krycek de obstaculizar su investigación y matar a Barry. Skinner llama a Krycek a su oficina, solo para enterarse de que desapareció. Skinner luego le anuncia a Mulder que está reabriendo oficialmente los expedientes X.
Mulder se encuentra con Margaret Scully en un parque e intenta darle el collar de Scully. Margaret le devuelve el collar a Mulder y le pide que se lo dé a Scully cuando la encuentre. Margaret también dice que volvió a tener el sueño de perder a su hija; Mulder toma esto como una señal esperanzadora de que Scully aún puede estar viva. Un Mulder triste regresa más tarde a Skyland Mountain, al campo donde Scully fue abducida. Visiblemente solo sin ella, mira hacia las estrellas.

## Producción
La idea de abducir a Scully se originó cuando Gillian Anderson quedó embarazada a mediados de la primera temporada. Aunque inicialmente molestos, los encargados del programa nunca consideraron sacar a la actriz del programa. Se descartaron ideas como que Scully diera a luz a un bebé extraterrestre y, en última instancia, los escritores decidieron evitar el embarazo cerrando los archivos X, separando a Mulder y Scully y, finalmente, haciendo que la abduzcan. Esto permitió a los productores tener una explicación de la ausencia de Scully (ella aparece solo en dos escenas en «Ascension» y no aparece en absoluto en el siguiente episodio, «3»). El creador de la serie Chris Carter comentó que tanto los censores como los productores se mostraron reacios a mostrar a Scully en el maletero, pero él «luchó por esa imagen» ya que consideró que transmitía la sensación de peligro al personaje. Carter agregó que las escenas del experimento estaban destinadas a ser ambiguas sobre si Scully fue abducida por extraterrestres, militares o ambos.
«Ascension» contó con apariciones especiales de Steve Railsback, Nicholas Lea, Steven Williams y Sheila Larken. David Duchovny proporcionó sus propias escenas de acción en este episodio, incluido colgarse en el teleférico, filmado en un solo día en la Montaña Grouse en Vancouver Norte, Columbia Británica. El telón de fondo para el viaje de Barry se hizo en una montaña vecina, el Monte Seymour. El lema de este episodio es «Deny Everything» («Negar todo»), en sustitución de la frase habitual «The Truth Is Out There» («La verdad está ahí fuera»).

## Recepción
«Ascension» se estrenó en la cadena Fox el 21 de octubre de 1994. El episodio obtuvo una calificación Nielsen de 9,6 con una participación de 16, lo que significa que aproximadamente el 9,6 por ciento de todos los hogares equipados con televisión y el 16 por ciento de los hogares que miraban televisión sintonizaron el episodio. Un total de 9,2 millones de hogares vieron este episodio durante su emisión original.
En una retrospectiva de la segunda temporada en Entertainment Weekly, el episodio fue calificado con una A, siendo descrito como «una carrera contra el tiempo con un ritmo experto». El manejo del embarazo de Anderson se calificó de «creativo», mientras que la reapertura de la unidad de los archivos X y la exposición de Krycek como un personaje villano se destacaron como aspectos destacados. Escribiendo para The A.V. Club, Zack Handlen calificó a «Ascension» como un episodio «esencial», y agregó que sirve para «aumentar las apuestas sin perder el núcleo del atractivo del programa y resolver un problema técnico de la manera más satisfactoria posible desde el punto de vista creativo». Handlen también elogió la interpretación de Nicholas Lea del agente Alex Krycek, pero sintió que la revelación del papel del personaje como un agente doble se reveló demasiado pronto en la serie. John Keegan de Critical Myth le dio a este episodio una calificación de 9/10, afirmando que «aunque por más enrevesado y bastardeado que se volviera ese hilo argumental, en esta etapa del juego, fue uno de los mejores episodios de la serie hasta la fecha».